# Sanguisorba megacarpa
Sanguisorba megacarpa är en rosväxtart som först beskrevs av Richard Thomas. Lowe, och fick sitt nu gällande namn av F. Munoz Garmendia och C. Navarro. Sanguisorba megacarpa ingår i släktet storpimpineller, och familjen rosväxter. Inga underarter finns listade i Catalogue of Life.

## Bildgalleri

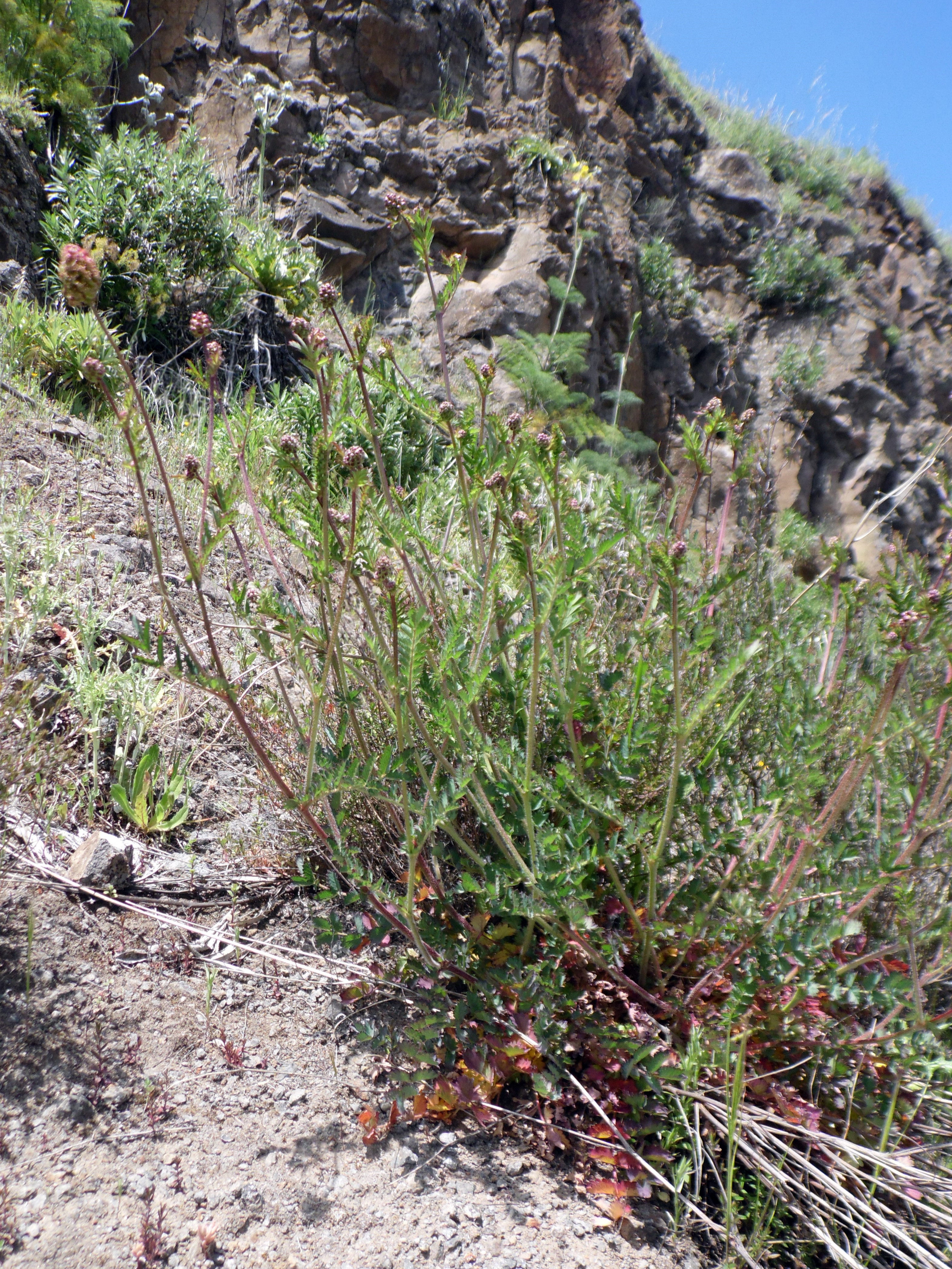
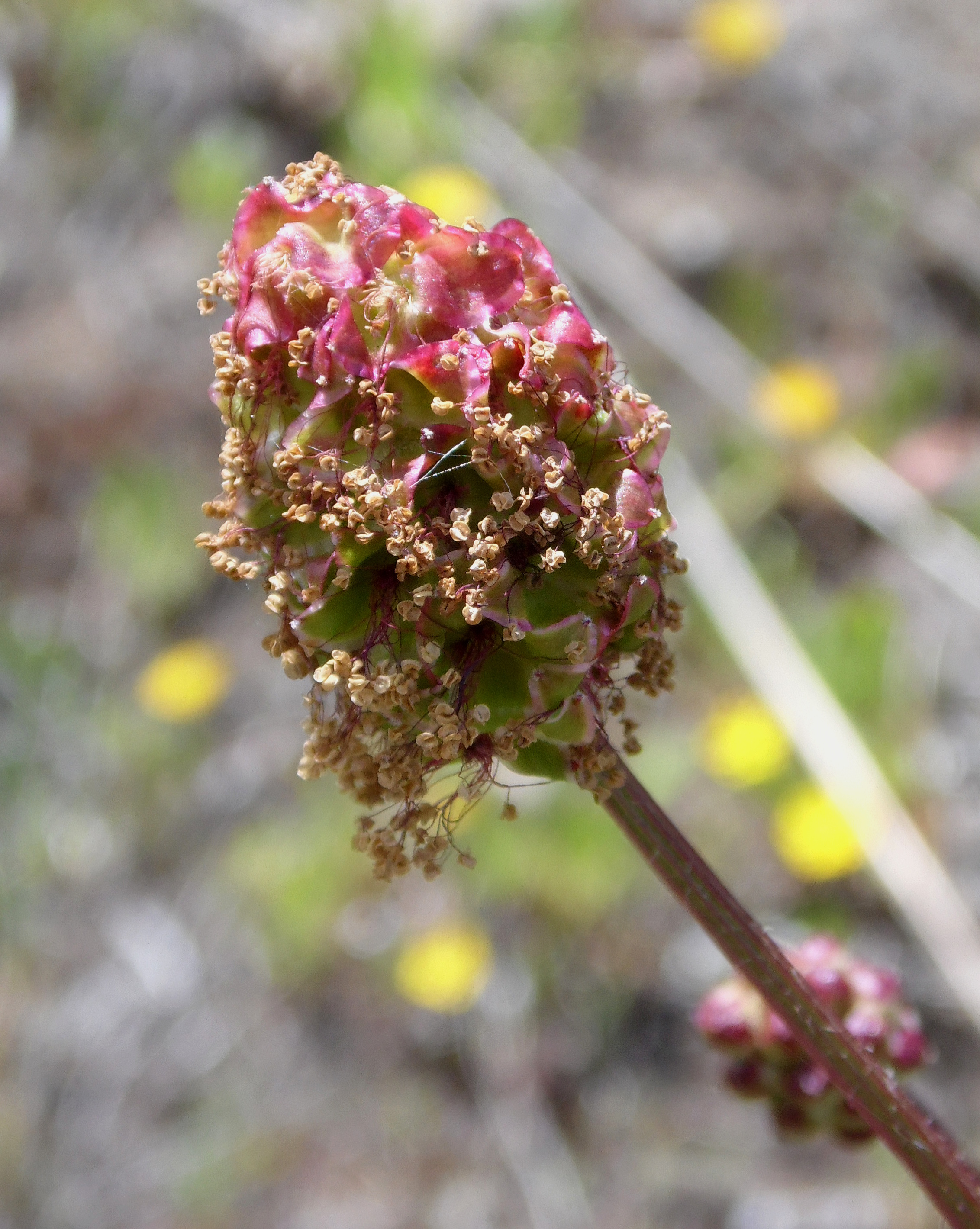